# Gorge Falls
Die Gorge Falls sind ein Wasserfall bislang nicht ermittelter Fallhöhe im Fiordland-Nationalpark auf der Südinsel Neuseelands. Er liegt im Lauf des Gorge Burn, der in östlicher Fließrichtung in das Kopfende des South Fiord im Lake Te Anau mündet.